# Bomakondo
Bomakondo est un village de la Région du Littoral du Cameroun, situé dans la commune de Ndom. 

## Population et développement
En 1967, la population de Bomakondo était de 106 habitants, essentiellement des Babimbi du peuple Bassa. La population de Bomakondo était de 231 habitants dont 117 hommes et 114 femmes, lors du recensement de 2005.  